# Betty Lou strzela
Betty Lou strzela (ang. The Gun in Betty Lou's Handbag) – amerykańska komedia kryminalna z 1992 roku w reżyserii Allana Moyle'a.

## Opis fabuły
Skromna bibliotekarka z prowincji, Betty (Penelope Ann Miller), jest zwykłą szarą myszką, którą każdy ignoruje. Pewnego dnia w okolicy dochodzi do zabójstwa. Betty znajduje narzędzie zbrodni. Kobieta postanawia wykorzystać sytuację, aby znaleźć się w centrum uwagi.

## Obsada
- Penelope Ann Miller jako Betty Lou Perkins
- Julianne Moore jako Elinor
- Alfre Woodard jako Ann Orkin
- Cathy Moriarty jako Reba
- William Forsythe jako Beaudeen
- Eric Thal jako Alex